# Baby Doll (DC Comics)
(Baby Doll nel settantaseiesimo episodio della serie animata Batman)
Baby Doll, il cui vero nome è Marion Louise "Mary" Dahl, è un personaggio immaginario creato per la serie animata Batman da Paul Dini. È apparsa anche in un episodio di Batman - Cavaliere della notte, in cui si trova al fianco del feroce e spietato Killer Croc.
Nonostante le sue poche apparizioni, Baby Doll gode di una certa popolarità tra gli amanti del Cavaliere Oscuro, e gli episodi con lei protagonista sono stati molto ben accolti dalla critica. È doppiata in originale da Alison La Placa nel settantaseiesimo episodio della prima serie, da Laraine Newman nel tredicesimo episodio della seconda serie e da Maria Bamford nella serie animata Kite Man: Hell Yeah!.

## Biografia del personaggio

### Antefatti
Mary Dahl era un'attrice affetta da ipoplasia sistemica congenita, una rara malattia che le impedisce di crescere d'altezza (a vent'anni sembrava ancora una bambina di cinque anni).
È diventata famosa per il ruolo da protagonista di uno show televisivo in cui interpretava una bambina combina guai che, quando veniva rimproverata dai genitori, rispondeva sempre con la frase: «Ma io non l'ho fatto apposta!». Tuttavia, nell'ultima stagione dello show, visto il calo degli ascolti, i produttori introdussero un nuovo personaggio, il cugino Spunky. Questo fece infuriare la Dahl, che li accusava di essere stata messa in secondo piano e abbandonò improvvisamente lo show, riapparendo in una versione di Macbeth. Sfortunatamente, fu stroncata dalla critica che la giudicò terribile. Non ottenne altri ruoli e, resasi conto di aver commesso una leggerezza, si ripresentò ai produttori della sua serie chiedendo di farla ripartire, ma loro rifiutarono.

### Carriera criminale
Mary Dahl, rimanendo nei panni del suo personaggio, inizia a rapire con l'aiuto di alcuni scagnozzi e la sua guardia del corpo Miriam i suoi ex-colleghi e a portarli nel set del vecchio show, dove racconta loro il suo folle piano di ritornare ad essere di nuovo una famiglia unita e che nulla potrà separarli.
A questo punto, Batman e Robin intervengono, con l'aiuto di una giornalista che possiede le videocassette dello show, e riescono ad intrufolarsi nel nascondiglio di Baby Doll travestendo Robin da Spunky e facendolo catturare da Baby Doll; a questo punto Batman ha un breve scontro con Miriam che rimane K.O. e inizia a inseguire la Dahl che si è nascosta in un Luna Park. Qui Mary sfida apertamente il cavaliere oscuro, parlandogli per la prima volta con la sua vera voce da adulta.
Durante l'inseguimento Batman e Baby Doll si ritrovano in una sala degli specchi dove lei ha una visione di se stessa nella sua forma naturale ma, con le lacrime agli occhi, inizia a sparare agli specchi, comprendendo che quello che avrebbe dovuto essere non sarebbe mai stato, a causa della malattia. Si scopre infine che la cosa che più desiderava Mary Dahl era di essere come tutte le persone normali. Quando termina i colpi Batman la raggiunge, e lei si mette a piangere tristemente e abbraccia la gamba del Cavaliere Oscuro dicendogli: «Io non l'ho fatto apposta...». Batman la guarda rattristato comprendendo il suo dolore e la conforta, appoggiandole delicatamente una mano sulla testa.

#### L'alleanza con Killer Croc
Il secondo episodio con protagonista Baby Doll inizia con Mary Dahl che lavora come receptionist in un albergo a Gotham City. Quando un uomo ubriaco, accompagnato dalla moglie, la riconosce come Baby Doll e inizia a prenderla in giro, presa dalla rabbia gli sbatte la faccia contro il bancone e torna nella sua camera d'albergo, rimuginando sul fatto che non la capisce mai nessuno in quanto sia "diversa" (per non essere una bambina, bensì un'adulta). Mentre fa zapping si imbatte nel canale che trasmette il processo del feroce supercriminale Killer Croc, che, dopo essersi proclamato vittima dei pregiudizi in quanto diverso, viene condannato dal giudice e si libera fuggendo per le strade di Gotham, ma viene catturato da Batman. Dahl, giunta sul luogo dello scontro inizia a piangere. La scena successiva si svolge nel Manicomio di Arkham dove vediamo Dahl che fa visita a Croc dicendogli che lo capisce e che forse riuscirà a scappare di lì con qualche colpo di fortuna. Dopodiché passiamo a lei che, tornata Baby Doll, fa sbandare il camion che sta trasportando Croc e riesce a liberarlo.
La narrazione salta in avanti a qualche mese dopo, dove scopriamo che Baby Doll e Croc sono andati a vivere in una casa nelle fogne, in cui progettano i loro colpi; inoltre apprendiamo che la relazione tra i due non è un amore condiviso, infatti Croc non resta troppo a lungo nel loro rifugio ed esce a giocare d'azzardo di sera. Mentre Batman e Batgirl sono sul Bat-Scafo a perlustrare la zona, incontrano Baby e Croc che mettono in atto un colpo su una nave di lusso, tentano di fermarli ma grazie a Baby i due scappano via col bottino.
Baby Doll scopre che Croc la tradisce ma sembra prendere bene la cosa, quando Croc torna nel loro rifugio Baby gli parla del loro colpo grosso. Intanto, Batman e Batgirl si trovano nelle fogne e, dopo un po' trovano il rifugio segreto, ma vuoto, c'è solo una bambola che si rivela essere una bomba piazzata da Baby Doll nel caso che Batman venisse a ficcanasare, capiscono che Baby e Croc sono alla centrale nucleare e vanno a catturarli.
Baby svela infine il suo piano a Croc nella centrale: ha intenzione di perire col suo amato e di portare tutta Gotham assieme a lei, però Batman e Batgirl arrivano giusto in tempo, Batgirl riesce a bloccare il reattore, mentre Batman ha un duro scontro con Killer Croc e Baby Doll, che si unisce al vigilante mascherato dopo che Croc ha tentato di ucciderla. Ma Killer Croc apre un tubo caldo e si ritrova privo di sensi con Baby Doll che piange su di lui.

### Altre apparizioni
- Nel quarto episodio ("L'invasione dei babbi natale") della serie animata Batman: The Brave and the Bold, Fun-House regge in mano una bambola-bomba con le sembianze di Baby Doll.
- Nel graphic novel Batman: White Knight, Baby Doll è ancora la fidanzata di Croc. Assieme a Roxy Rocket è l'unica antagonista minore di Gotham ad essere presente alla riunione indetta da Jack Napier (e casualmente entrambe originarie dal DCAU).
- In Batman - Le nuove avventure, ambientate nell'ipotetica seguente stagione della serie animata originale, Baby Doll compare tra gli invitati della festa di Natale di Harley e Edera, dove viene stuzzicata per il fatto che non dovrebbe bere. Ricompare anche nella "stagione 3" del fumetto ad un'altra festa tra ragazze di Harley, dove però Amanda Waller e la Task Force X fanno irruzione per ri-reclutare Harley, minacciando le sue ospiti, con King Shark che cattura (e quasi mangia) Mary. A missione compiuta, viene rilasciata.
- Baby Doll fece il suo grande ritorno nella serie animata spin-off per adulti di Harley Quinn, intitolata Kite Man: Hell Yeah! in qualità di antagonista del terzo episodio, dove tenta di schiacciare i protagonisti, suoi concorrenti nel campo della ristorazione per i supercriminali.

## Abilità
Con le sue capacità attoriali Mary è in grado di confondersi tra normali bambini senza farsi notare, o di piangere talmente bene da far sentire le persone dispiaciute per lei. È inoltre molto astuta e atletica, ma non molto forte, ed è un genio con i gadget e i macchinari.

## Accoglienza

### Critica
Gli episodi con protagonista Baby Doll sono stati bene accolti dalla critica: il sito statunitense Internet Movie Database dà all'episodio Baby Doll un voto di 8.2/10 ed è ancora oggi considerato uno dei migliori episodi della serie animata.